# بيت الجلعي (السدة)

تعديل مصدري - تعديل

بيت الجلعي هي إحدى قرى عزلة العرافة بمديرية السدة التابعة لمحافظة إب، بلغ تعداد سكانها 558 نسمة حسب تعداد اليمن لعام 2004.